# Lloyd (Florida)
Lloyd es un lugar designado por el censo ubicado en el condado de Jefferson en el estado estadounidense de Florida. En el Censo de 2010 tenía una población de 215 habitantes y una densidad poblacional de 54,94 personas por km².

## Geografía
Lloyd se encuentra ubicado en las coordenadas 30°29′1″N 84°1′34″O / 30.48361, -84.02611. Según la Oficina del Censo de los Estados Unidos, Lloyd tiene una superficie total de 3.91 km², de la cual 3.91 km² corresponden a tierra firme y (0%) 0 km² es agua.

## Demografía
Según el censo de 2010, había 215 personas residiendo en Lloyd. La densidad de población era de 54,94 hab./km². De los 215 habitantes, Lloyd estaba compuesto por el 45.58% blancos, el 52.09% eran afroamericanos, el 0.47% eran amerindios, el 0% eran asiáticos, el 0% eran isleños del Pacífico, el 0% eran de otras razas y el 1.86% pertenecían a dos o más razas. Del total de la población el 3.26% eran hispanos o latinos de cualquier raza.